# Геро Ціммерманн
Геро Ціммерманн (нім. Gero Zimmermann; 23 червня 1910, Берлін — 3 серпня 1941, Атлантичний океан) — німецький офіцер-підводник, капітан-лейтенант крігсмаріне.

## Біографія
1 квітня 1929 року вступив на флот. З вересня 1939 року — радіотехнічний офіцер при офіцері зв'язку ВМС у Свінемюнде. У квітні-вересні 1940 року пройшов курс підводника, у вересні-листопаді — курс командира підводного човна, в листопада 1940 по лютий 1941 року — командирську практику на підводному човні U-124. З 10 квітня 1941 року — командир U-401. 9 липня вийшов у свій перший і останній похід. 3 серпня U-401 був потоплений в Північній Атлантиці південно-західніше Ірландії (50°30′ пн. ш. 19°35′ зх. д.) глибинними бомбами з британського есмінця «Вандерер» і корвета «Гортензія», а також норвезького есмінця «Сент-Олбанс». Всі 45 членів екіпажу загинули.

## Звання
- Кандидат в офіцери (1 квітня 1929)
- Морський кадет (10 жовтня 1929)
- Фенріх-цур-зее (1 січня 1931)
- Оберфенріх-цур-зее (1 квітня 1933)
- Лейтенант-цур-зее (1 жовтня 1933)
- Оберлейтенант-цур-зее (1 червня 1935)
- Капітан-лейтенант (1 листопада 1938)

## Нагороди
- Медаль «За вислугу років у Вермахті» 4-го класу (4 роки)